# Etnomicología

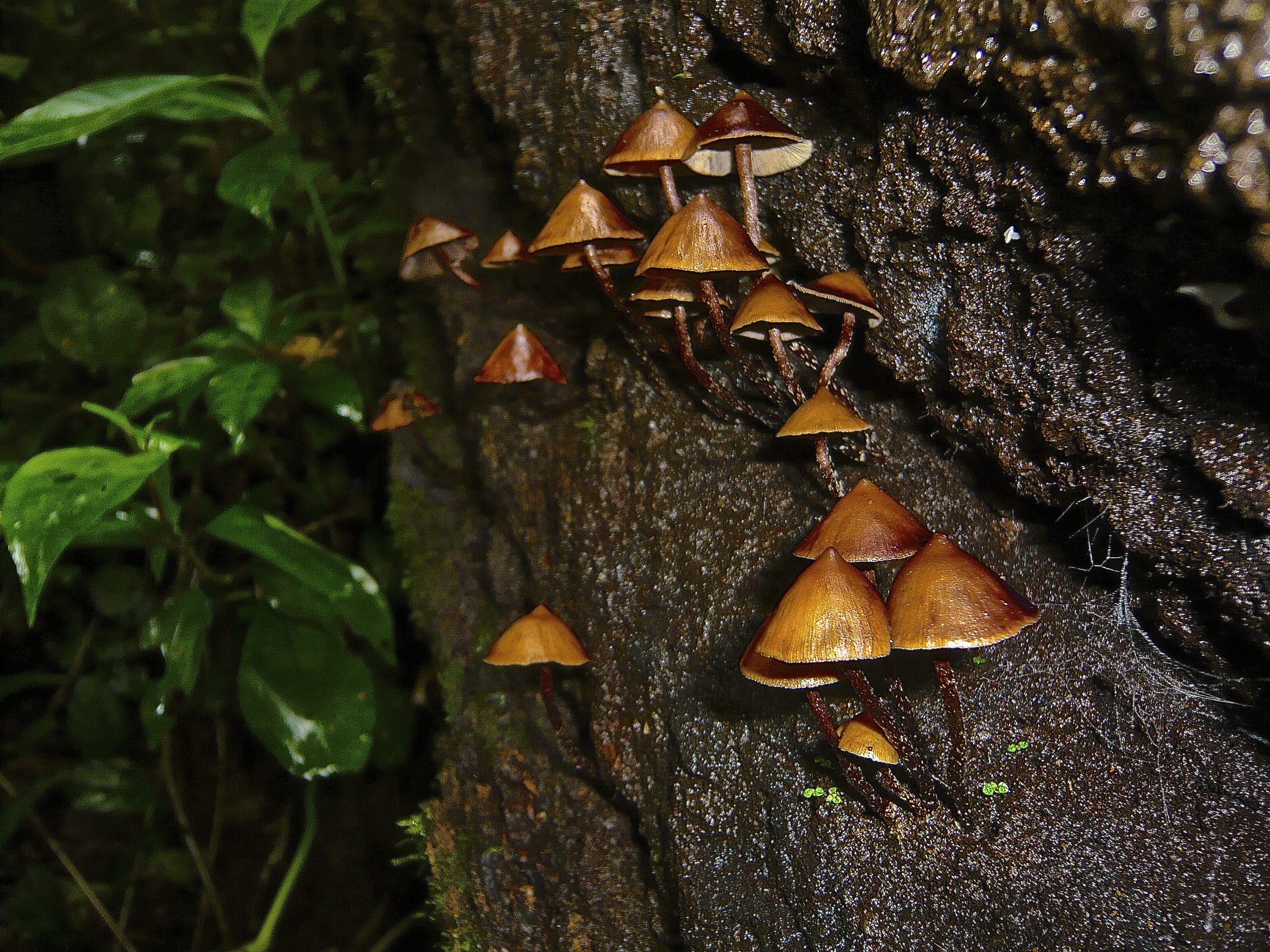
Psilocybe yungensis es una especie de hongo lignícola utilizado como embriagante enteogénico por los mazatecos en el sur de México, quienes lo llaman 'ntí si tho ta' a ya, que se traduciría como «lo que surge con el árbol».

La etnomicología es una rama de la Etnobiología encargada de estudiar el conocimiento tradicional y las manifestaciones e implicaciones culturales y/o ambientales que se derivan de las relaciones entre los hongos y el humano a través del tiempo y el espacio. Esta ciencia intenta fomentar los saberes tradicionales de los hongos, erradicar falsas creencias entre las personas para evitar intoxicaciones o la prohibición de la venta popular de estos, sus formas de uso y aprovechamiento. Así mismo, la etnomicología estudia y estima el valor económico, cultural y ecológico de los hongos macro y microscópicos, describe y documenta las percepciones acerca de la relación de los hongos con otros organismos y el ambiente, la taxonomía y clasificación tradicional, conocimientos sobre fenología, formas tradicionales de conservación, propagación, valor nutrimental, reconocimiento de especies tóxicas, además de los usos de los hongos desde los medicinales, hierofánicos, tintóreos, comestibles, forrajeros, lúdicos, entre otros.

## Historia
El banquero estadounidense Robert Gordon Wasson fue pionero en el interés en este campo de estudio a finales de la década de 1950, cuando él y su esposa se convirtieron en los primeros estadounidenses conocidos a los que se les permitió participar en una velada hongos, con la curandera mazateca María Sabina. El biólogo Richard Evans Schultes también es considerado un pionero etnomicológico. Investigadores posteriores en el campo incluyen a Terence McKenna, Albert Hofmann, Ralph Metzner, Carl Ruck, Blaise Daniel Staples, Giorgio Samorini, Keewaydinoquay Peschel, John Marco Allegro, Clark Heinrich, Jonathan Ott, Paul Stamets y Juan Camilo Rodríguez Martínez.
Además de la determinación micológica en el campo, la etnomicología depende en gran medida de la antropología y la filología. Uno de los principales debates entre los etnomicólogos es la teoría de Wasson de que el Soma mencionado en el Rigveda de los indo-arios era el hongo Amanita muscaria. Siguiendo su ejemplo, se han hecho intentos similares para identificar el uso de hongos psicoactivos en muchas otras culturas antiguas (en su mayoría), con diversos grados de credibilidad. Otro tema muy escrito es el contenido del ciceón, el sacramento utilizado durante los misterios eleusinos en la antigua Grecia entre aproximadamente 1500 a. C. y 396 d. C. Aunque no es un etnomicólogo como tal, el filólogo John Allegro ha hecho una importante contribución al sugerir, en un libro lo suficientemente controvertido como para destruir su carrera académica, que la Amanita muscaria no solo se consumía como sacramento, sino que era el foco principal de adoración en las sectas de la religión sumeria, el judaísmo y el cristianismo primitivo. Clark Heinrich afirma que el uso de Amanita muscaria en Europa no fue completamente eliminado por el cristianismo ortodoxo, sino que continuó siendo usado (ya sea consumido o simplemente simbólicamente) por individuos y pequeños grupos como los creadores de mitos medievales del Santo Grial, alquimistas y artistas del Renacimiento.
Si bien Wasson ve el uso histórico de hongos principalmente como un facilitador de las experiencias chamánicas o espirituales que son el núcleo de estos ritos y tradiciones; McKenna lleva esto más allá, postulando que la ingestión de psilocibina fue quizás primordial en la formación del lenguaje y la cultura e identificando los hongos psicodélicos como el "Árbol del conocimiento" original. De hecho, hay algunas investigaciones que respaldan la teoría de que la ingestión de psilocibina aumenta temporalmente la actividad neuroquímica en los centros del lenguaje del cerebro, lo que indica la necesidad de más investigación sobre los usos de las plantas psicoactivas y los hongos en la historia de la humanidad.
La década de 1990 vio un aumento en el uso recreativo de los hongos de psilocibina debido a una combinación de un renacimiento psicodélico en la cultura rave, técnicas de cultivo mejoradas y simplificadas y la distribución de los hongos en sí e información sobre ellos a través de Internet . Esta "proliferación del uso de hongos" también ha provocado una mayor popularización de la etnomicología misma, ya que hay muchos sitios web y foros de Internet donde se discuten las referencias a los hongos en Navidad y el simbolismo de los cuentos de hadas. Queda abierto a la interpretación del efecto que esta popularización tiene sobre la etnomicología en el mundo académico, donde la falta de evidencia verificable ha mantenido sus teorías con sus implicaciones a menudo de gran alcance envueltas en controversias.